# 米格尔-阿尔维斯
米格尔-阿尔维斯（葡萄牙語：Miguel Alves）是巴西皮奥伊州的一个市镇。总面积1393.708平方公里，总人口31985人，人口密度22.9人/平方公里。